# Tezze (Carpenedolo)
Tezze è una frazione del comune di Carpenedolo, in Provincia di Brescia.
La frazione di territorio che viene considerata "Frazione Tezze" è all'incirca estesa per 4,2 km², e  la popolazione che vi abita conta 120 persone. Questa località risulta avere un piccolo centro storico, già presente nei catasti napoleonici. Tuttavia la gente che vi abita è distribuita principalmente nelle varie cascine che ne caratterizzano il territorio, il quale è infatti adibito a uso essenzialmente agricolo.